# 1460 en musique classique
| \| • Retour à la chronologie générale de la musique classique • \| |
| Grèce • Rome • Haut Moyen Âge • VIIIe siècle • IXe siècle • Xe siècle • XIe siècle XIIe siècle • XIIIe siècle • XIVe siècle • XVe siècle • XVIe siècle • XVIIe siècle XVIIIe siècle • XIXe siècle • XXe siècle • XXIe siècle |
| • Retour à la chronologie générale de la musique classique • |

| Années en musique classique : 1457 - 1458 - 1459 - 1460 - 1461 - 1462 - 1463    |
| Décennies en musique classique : 1430 - 1440 - 1450 - 1460 - 1470 - 1480 - 1490 |

## Naissances
Vers 1460 :
- Antoine Brumel, compositeur franco-flamand († vers 1520).
- Pierre de La Rue, compositeur franco-flamand († 20 novembre 1518).
- Marbrianus de Orto, compositeur franco-flamand († janvier ou février 1529).
- Johannes Prioris, compositeur et chanteur franco-flamand († sans doute vers 1514).
- Francisco de la Torre, compositeur espagnol († vers 1505).

fl. 1460 :
- Antonius Janue, compositeur italien.

## Décès

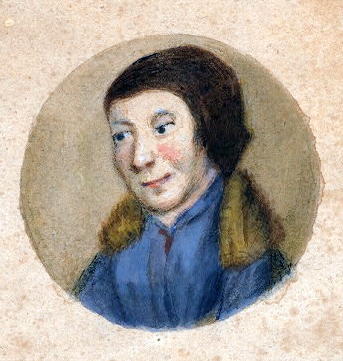
Gilles Binchois

- 20 septembre : Gilles Binchois, compositeur franco-flamand (° vers 1400).